# ویژن دیواین
ویژن دیواین (به انگلیسی: Vision Divine) یک گروه پراگرسیو پاور متال ایتالیایی است که در سال ۱۹۹۸ در شهر ماسا در ناحیهٔ توسکانی شکل گرفت. این گروه که اعضای آن تا کنون چند بار دستخوش تغییر شده تا پاییز سال ۲۰۱۲ هفت آلبوم استودیویی و ۱ دی‌وی‌دی زنده منتشر کرده‌است. هفتمین آلبوم استودیویی ویژن دیواین با عنوان Destination Set to Nowhere در ۱۴ سپتامبر ۲۰۱۲ منتشر شد.

## تاریخچه
ویژن دیواین نخست به عنوان پروژهٔ سولوی اولاف تورسن، گیتاریست گروه لابیرنت در سال ۱۹۹۸ بنیاد نهاده شد اما دیری نپایید که فابیو لیونه، خوانندهٔ پیشین لابیرنت و خوانندهٔ وقت گروه راپسودی نیز به او پیوست و پروژهٔ سولوی تورسن سرآغاز تشکیل گروهی تازه گردید. ترکیب اعضای گروه ویژن دیواین که نامش ترکیبی بود از ویژن، نام نخست گروه لابیرنت و دیواین، عنوانی که تورسن برای آلبوم سولویش در نظر گرفته بود با پیوستن مت استنچیو (درامز)، اندرو مک پلز (کیبرد) و آندرئا تاور توریچینی (گیتار بیس) کامل گردید و گروه نخستین آلبوم استودیویی خود با عنوان ویژن دیواین را در سال ۱۹۹۹ منتشر ساخت. دومین آلبوم ویژن دیواین با نام فرشته‌ای برایم بفرست در ژانویهٔ ۲۰۰۲ منتشر شد و اولاف تورسن در پایان این سال تصمیم به جدایی از گروه لابیرنت وتمرکز بر ویژن دیواین گرفت تا به شایعات مبنی بر اینکه این گروه تنها یک پروژهٔ جانبی است پایان دهد. از سوی دیگر مت استانچیو و اندرو مک پلز نیز با جدایی از ویژن دیواین بار دیگر به لابیرنت پیوستند و اولگ اسمیرنوف (کیبرد) و متئو آموروزو (درامز) جانشین آن‌ها شدند.
ویژن دیواین پس از این تغییرات در سال ۲۰۰۳ آمادهٔ تولید سومین آلبوم خود می‌شد که فابیو لیونه، به دلیل مشکلات ناشی از امضای قرارداد جدیدش به عنوان خوانندهٔ گروه راپسودی با شرکت ضبط موسیقی مجیک سیرکل میوزیک و تداخل فعالیت‌هایش در هر دو گروه مجبور به ترک ویژن دیواین در همان سال شد. گروه میکله لوپی را به عنوان خوانندهٔ جدید خود برگزید و سومین آلبوم ویژن دیواین با عنوان جریان فکر در آوریل ۲۰۰۴ انتشار یافت. گروه سپس در آوریل ۲۰۰۵ نخستین دی‌وی‌دی زندهٔ خود را ضبط نمود و چهارمین آلبوم استودیویی ویژن دیواین با نام ماشین کامل به تهیه‌کنندگی تیمو تولکی در همان سال عرضه شد. پس از آن ترکیب گروه یک بار دیگر دستخوش تغییر گردید و آلسیو لوکاتی به عنوان نوازندهٔ کیبرد، کریستیانو برتوکی به عنوان نوازندهٔ گیتار بیس و آلساندرو بیسا به عنوان درامر جدید به ویژن دیواین پیوستند. پنجمین آلبوم استودیی گروه با عنوان بیست و پنجمین ساعت که دنباله‌ای بود بر داستانی که با آلبوم جریان فکر آغاز شده بود در سال ۲۰۰۷ انتشار یافت. این آلبوم در عین حال آخرین همکاری میکله لوپی با ویژن دیواین به عنوان خواننده بود و او پس از آن گروه را ترک کرد.
در سال ۲۰۰۸ فابیو لیونه پس از تقریباً ۵ سال جدایی از ویژن دیواین بار دیگر به گروه بازگشت و ششمین آلبوم گروه با عنوان ۹ درجه در غرب ماه با صدای او در سال ۲۰۰۹ منتشر شد. این آلبوم سبکی پیچیده و تاریک داشت و بنا به گفتهٔ گروه، آنان این‌بار می‌خواستند فارغ از هرگونه ژانر متال، دیگر توانایی‌ها و تأثیرپذیری‌های خود که از هارد راک تا ترش متال را دربر می‌گرفت با تنظیماتی پراگرسیو به نمایش بگذارند. در سال ۲۰۱۲ ویژن دیواین با شرکت نشر موسیقی ادل آلمان/ایر میوزیک قرار داد امضا نمود و هفتمین آلبوم آن‌ها با عنوان مقصدی تعیین نشده است در ۱۴ سپتامبر ۲۰۱۲ از سوی این ناشر منتشر شد.

## آلبوم‌شناسی
آلبوم‌ها، دموها و دی‌وی‌های گروه ویژن دیواین به شرح زیر است:

### آلبوم‌های استودیویی
- ۱۹۹۹ – Vision Divine
- ۲۰۰۲ – Send Me an Angel
- ۲۰۰۴ - Stream of Consciousness
- ۲۰۰۵ - The Perfect Machine
- ۲۰۰۷ - The 25th Hour
- ۲۰۰۹ - 9 Degrees West of the Moon
- ۲۰۱۲ - Destination Set to Nowhere

### دموها
- ۲۰۰۳ - Colours of My World

### دی‌وی‌دی‌ها
- ۲۰۰۵ - Stage of Consciousness

## اعضا
اعضای گروه ویژن دیواین تاکنون چند بار تغییر کرده‌اند که فهرست اعضای کنونی و پیشین آن در زیر آمده است:

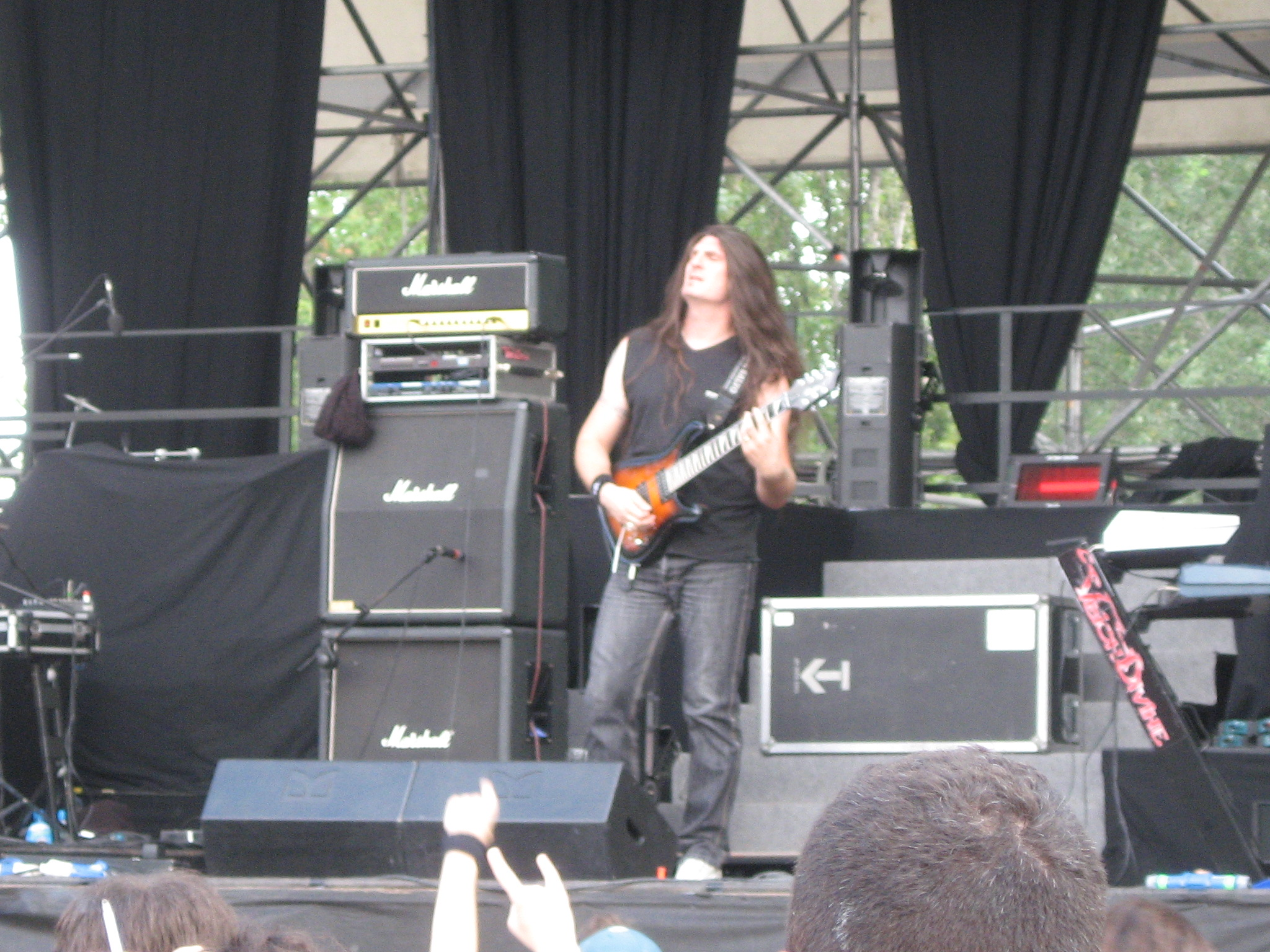
اولاف تورسن، بنیانگذار گروه

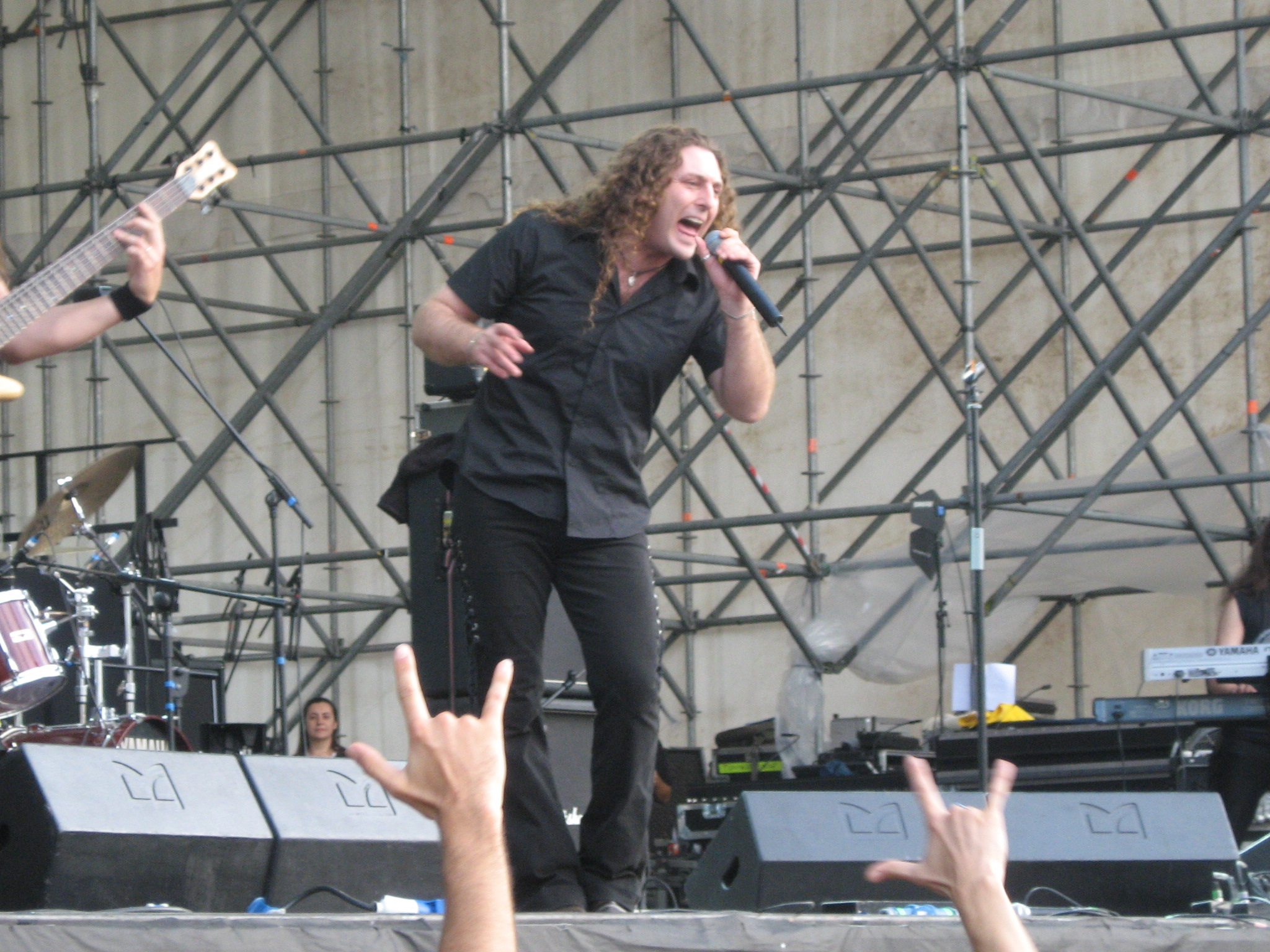
فابیو لیونه، خواننده

### اعضای فعلی
- اولاف تورسن – گیتار (۱۹۹۸ تاکنون)
- فابیو لیونه - خواننده (۱۹۹۸ – ۲۰۰۳، ۲۰۰۸ تاکنون)
- آندره‌آ توریچینی – گیتار بیس (۱۹۹۹ – ۲۰۰۶، ۲۰۱۲ تاکنون)
- فدریکو پولری – گیتار (۲۰۰۵ تاکنون)
- الساندرو بیسا – درامز (۲۰۰۶ تاکنون)
- آلسیو لوکاتی – کیبورد، پیانو (۲۰۰۶ – تاکنون)

### اعضای پیشین
- مت استانچیو – درامز (۱۹۹۹ – ۲۰۰۲)
- اندرو مک‌پلز – کیبرد (۱۹۹۹ – ۲۰۰۲)
- متئو آموروزو – درامز (۲۰۰۳ – ۲۰۰۵)
- میکله لوپی – خواننده (۲۰۰۳ – ۲۰۰۸)
- دانیل مورینی – درامز (۲۰۰۵)
- کریستیانو برتوکی (۲۰۰۶–۲۰۱۲)
- ریکی کوالیاتو – درامز (۲۰۰۶)